# Artocarpus lacucha
Artocarpus lacucha är en mullbärsväxtart som beskrevs av Buchanan-Hamilton och David Don. Artocarpus lacucha ingår i släktet Artocarpus och familjen mullbärsväxter. Inga underarter finns listade i Catalogue of Life.

## Bildgalleri

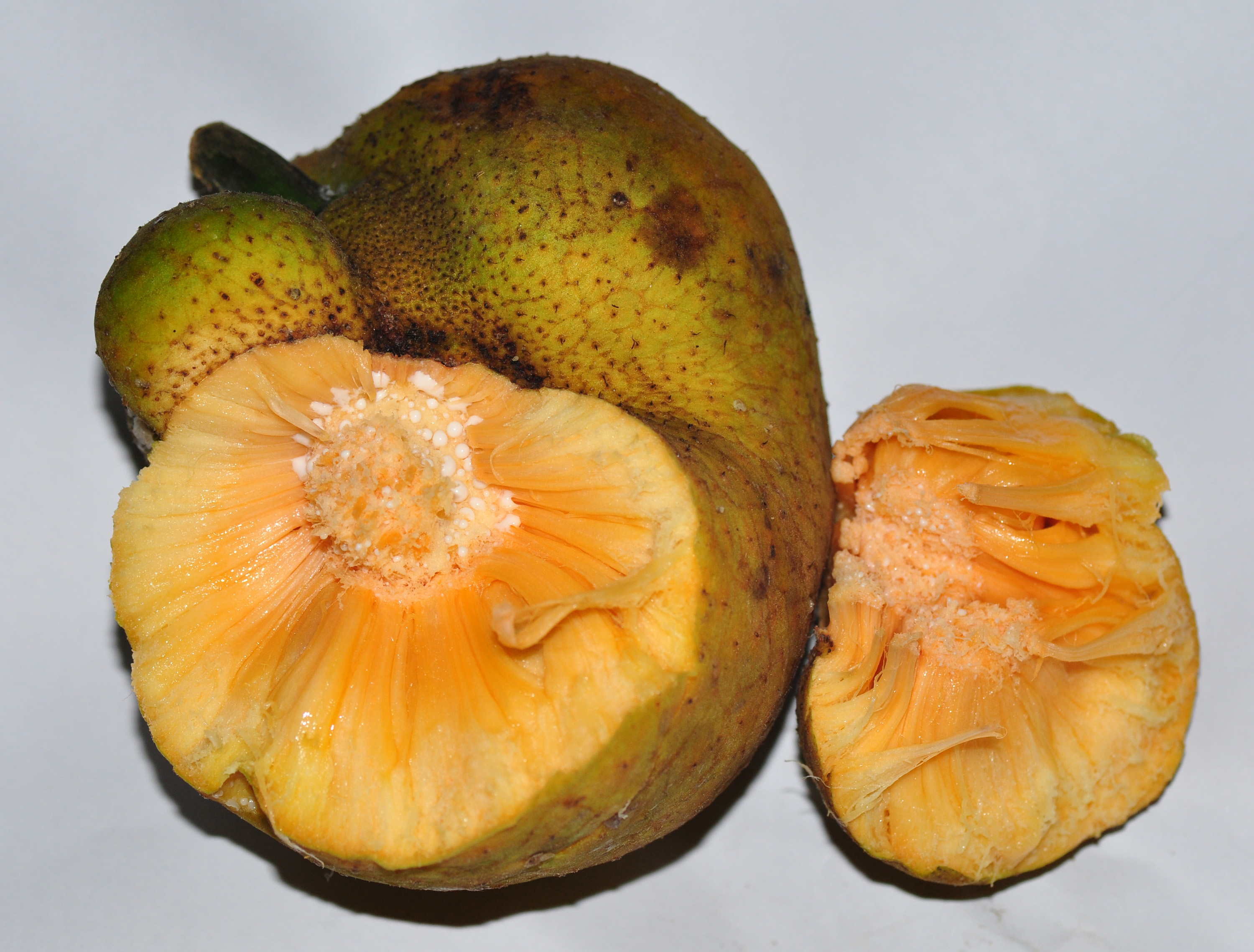
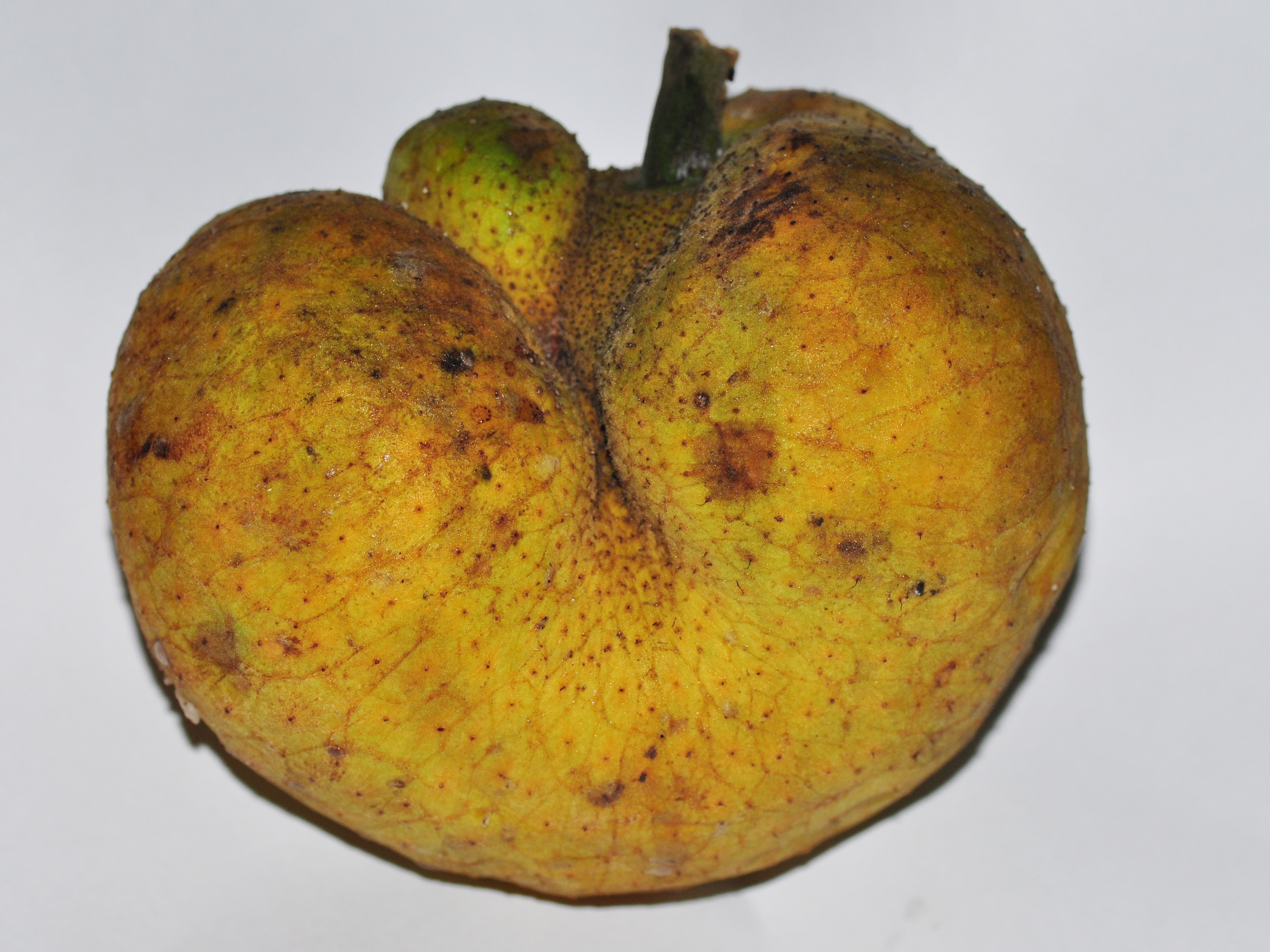
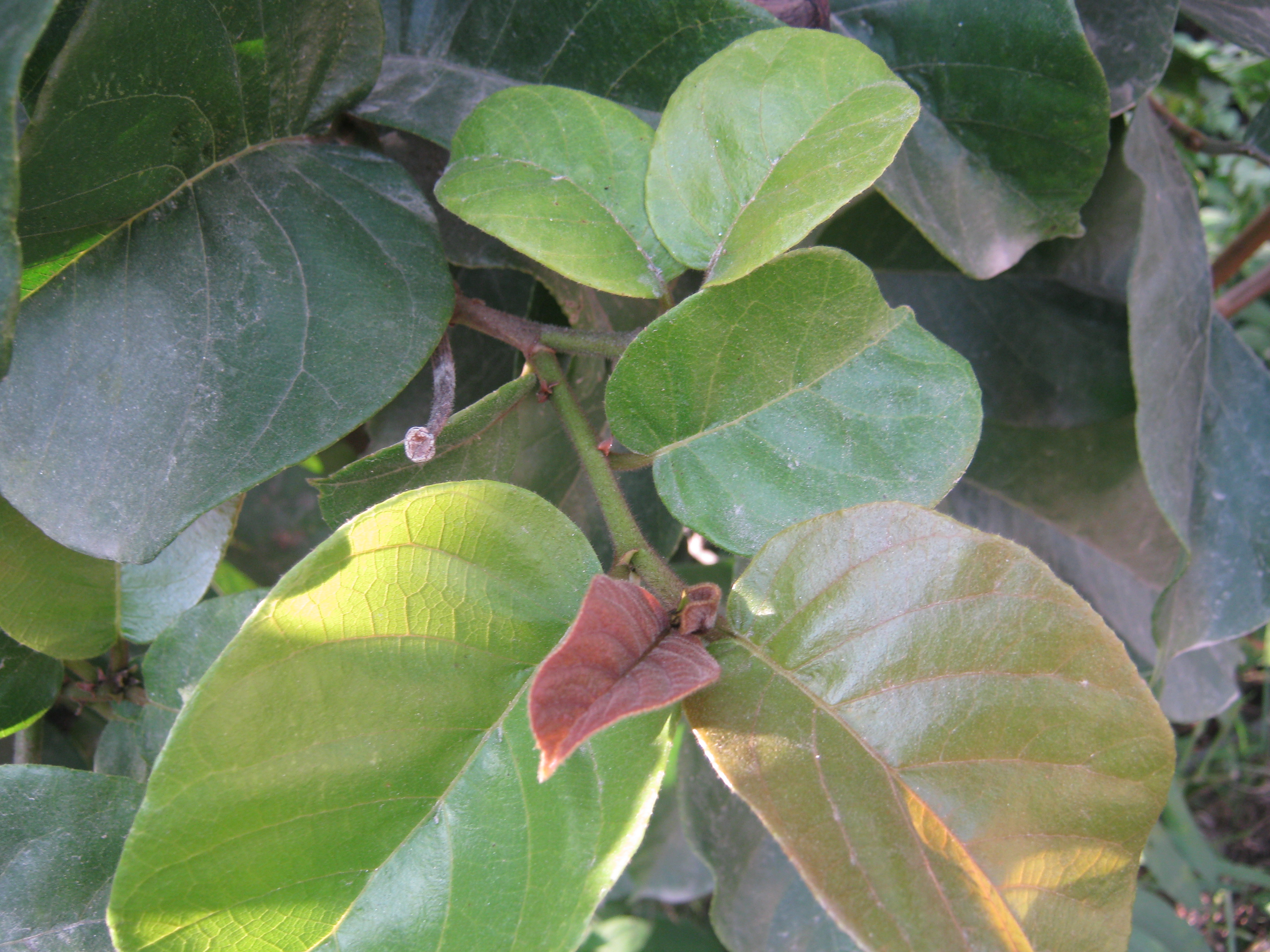